# Kortum (Familie)
Die Familie Kortum lässt sich genealogisch für einen Zeitraum von mehr als fünf Jahrhunderten nachweisen. Die Lebensdaten ihrer Mitglieder – vom Häusling bis hin beispielsweise zum Bürgermeister – finden sich unter anderem im Zeitraum von etwa 1500 bis mindestens in das Jahr 1954 im heutigen Land Niedersachsen in den Städten Celle, Burgdorf und Hannover und bis hin nach Dänemark. Die zeitgenössischen Varianten des Familiennamens für diese Regionen lauteten unter anderem beispielsweise Kortenum oder Kortnumb, Cortnum oder Cortenum. Es gibt verschiedene Abhandlungen zu der Familie, darunter den vierten Teil, zugleich Teil zwei des Gesamtwerkes, den der Vorsitzende des Niedersächsischen Landesvereins für Familienkunde, Otto Tope für den niedersächsisch-dänischen Bereich herausgegeben hat. Zum Zeitpunkt der Herausgabe im Jahr 1954 ließ sich der Zusammenhang einzelner Linien „noch nicht einwandfrei nachweisen“. Diesen Teil der Abhandlungen machte die Bibliothek der Monumenta Germaniae Historica kostenfrei als PDF-Dokument auf ihrer Seite online zugänglich (siehe unter dem Abschnitt Literatur).
Der dritte und sechste Teil der Abhandlungen wurde für die Namensträger in den Ländern Mecklenburg, Schleswig-Holstein und Rheinland-Westfalen sowie den Bereich um Aschersleben angekündigt.
Bekannte Namensträger
- Bartholomäus Kortenum[1] (vor 1515–um 1538/39), Amtsmeister, Ratsherr und Bürgermeister der Stadt Celle[2][3] (Zweig Celle)
- Bernhard Heinrich Cortnum (1687–1754), Goldschmied und Diakon in Hannover (Zweig Celle)
- Andreas Corthum (1605–1681), Schriftsteller und Archidiakon (Zweig Aschersleben)
- Johann Carl Corthum (1740–1815), Gärtner, Pflanzenzüchter und Ratsmitglied zu Zerbst (Zweig Aschersleben)
- Renatus Andreas Kortum (1674–1747), Theologe und Übersetzer (Zweig Aschersleben)
- Gottfried Michael Kortum (1699–1749), Briefwechsel[4] mit Johann Christoph Gottsched, 1728 Mitglied der Leopoldina (Zweig Aschersleben)
- Ernst Traugott von Kortum (1742–1811), Politiker, Autor und Kaiserlicher Hofrat, stellvertretender Gouverneur von Galizien (Zweig Aschersleben)
- Carl Arnold Kortum (1745–1824), Arzt, Autor und Königlicher Hofrat (Zweig Mecklenburg)
- Friedrich Kortüm (1788–1858), Historiker (Zweig Mecklenburg)
- Justus Corthum (1653–1724), evangelischer Geistlicher (Zweig Niedersachsen/Holstein)
- Justus Corthum (1684–1731), evangelischer Geistlicher (Zweig Niedersachsen/Holstein)
- Karl Wilhelm Kortüm (1787–1859), Düsseldorfer Schulleiter und Schulrat
- Lucas Corthum (1688–1765), Hamburger Bürgermeister (Zweig Niedersachsen/Holstein)

Wappen

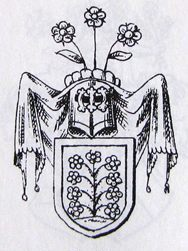
Kortum/Cortüm in Mecklenburg und Hamburg
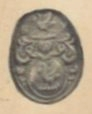
Kortum um 1800, im Rheinland und Westfalen (Bochum)
Kortum / Kortenum / Cortnum in Celle, Hannover (Kirchhorst) und Dänemark
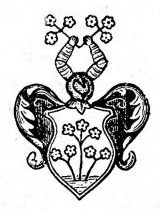
Kortum in Aschersleben, Darstellung 1893
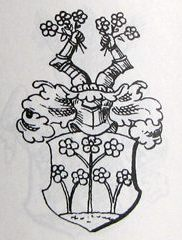
Kortum / Corthym / Corthum in Aschersleben, Zerbst und Sondershausen